# Teodora Kosara
Teodora Kosara (srbsko in bolgarsko Теодора Косара, latinizirano: Teodora Kosara) je bila hči bolgarskega carja Samuela in njegove soproge Agate in soproga dukljanskega kneza Jovana Vladimirja. Po moževi smrti je postala redovnica in prevzela ime Marija. Čas in kraj njenega rojstva nista znana. Predvideva se, da je umrla okoli leta 1019. Pokopana je bila v samostanu svete Marije Krajinske v bližini Skadra.

## Življenje
Teodora Kosara je bila hči bolgarskega cesarja Samuela in kraljice Agate. Njena mati je bila grškega porekla, hči Ivana Hrisilisa, poveljnika mesta Drač. Datum in kraj njenega rojstva nista znana. Imela je sestro Miroslavo in brata Radomirja. 
Odraščala v očetovi palači na obali Prespanskega jezera. Očetova država se je v tistem času širila in krepila in bi po očetovih zamislih morala združiti bolgarske in srbske dežele  v enotno državno celoto. Očetovo vladavino so obeležili zmagoviti, a krvavi boji, in  bratomor, ki ga je zagrešil, da bi prišel na prestol. 
Leta 998 je Samuel sprožil pohod proti dukljanskemu knezu Jovanu Vladimirju, zavezniku Bizantinskega cesarstva, in ga uspel ujeti. Kneza so odpeljali v palačo v Prespi in ga vrgli v ječo. Teodora je skupaj s služkinjami občasno odšla v ječo jetnikom izkazat usmiljenje in jih nahranit in na enem od obiskom spoznala Jovana in se vanj zaljubila. Kasneje se je z očetovim dovoljenjem z njim poročila, stara od 16 do 18 let. 
Poroka je pomenila diplomatsko zavezništvo in Samuel je svojemu zetu med drugimi darili vrnil njegovo kneževino in dodal ozemlje v okolici Drača. Zakonca sta živela na dvoru na območju današnjega Elbasana in samostana, ki ga Albanci imenujejo Šin-Yon. Palača je bila zgrajena posebej zanju, saj je Jovan pred ujetništvom živel v Duklji. 
Po smrti carja Samuela so ubili Teodorinega brata Radomirja, da bi lahko na prestol prišel njen stric Vladislav, in kmalu zatem tudi njenega moža Jovana  Vladimirja. 
Letopis popa Dukljana omenja Teodorino žalost zaradi moževe smrti: 
"Žena blaženega Vladimirja je več dni grenko jokala, bolj kot je mogoče izraziti. Vendar se je cesar, ko je videl čudežna dela, ki jih je tam izvajal Bog, močno prestrašil in je zaradi kesanja dovolil svojemu sorodniku, da vzame njegovo telo in ga odnese."
Vladimirjevo truplo so prenesli v samostan svete Marije Krajinske na pobočju črnogorske gore Rumije, kjer so ga s častmi pokopali. Po Vladimirjevi smrti je Teodora Kosara postala redovnica, se preimenovala v Marijo in do konca življenja živela pobožno, v skladu s svojim prejšnjim skromnim in tihim življenjem. Umrla je v samostanu in bila pokopana ob možu v cerkvi svete Marije Krajinske. 
Po mnenju nekaterih zgodovinarjev sta imela Kosara in Vladimir hčerko, poročeno s dukljanskim knezom Vojislavom. Njeno ime ni znano. 